# Silnice II/121
Silnice II/121 je česká silnice II. třídy procházející Středočeským a Jihočeským krajem. Propojuje Votice – Sedlec-Prčice – Milevsko a Mirotice. Měří 61 km. K silnici II/121 patří též izolovaný úsek Buzice – Blatná, jehož buzický konec je s Miroticemi propojen jen místní komunikací a silnicemi III. třídy.
Poblíž hradu Zvíkov překonává po Zvíkovském mostu Vltavu a o 2 km západně i Otavu.